# Битва при Алексинаце
Битва при Алексинаце (срб. Битка на Шуматовцу, тур. Aleksinaç Muharebesi) — сражение между сербскими и османскими войсками во время Сербско-турецкой войны 1876 года.

## Перед сражением
После неудач в июле — первой половине августа 1876 года сербская армия отошла и закрепилась на позициях у городов Алексинац и Делиград, преградив турецким войскам путь на Белград. Алексинац был важным стратегическим пунктом, лежавшим на пути наступления турок от Ниша долиною Моравы к Белграду, поэтому был сильно укреплен сербами еще до войны. С восточной стороны укрепления упирались в возвышенность Озрен-Планина и составляли, вместе с лежащими в тылу укреплениями Делиграда, главную оборонительную линию сербской армии с юга и востока.
Закрепившись на реке Тимок и взяв Княжевац 24 июля (6 августа) 1876 года, турецкая армия под командованием Керим-паши в начале августа начала наступление долиной Моравы, вдоль обоих берегов, к Алексинацу. 25 июля (7 августа) российский генерал М. Г. Черняев был назначен главнокомандующим объединенной Тимокско-Моравской армией.

## Ход сражения
Самым слабым пунктом сербской позиции было селение Мерсоль на правом фланге, защиту которого Черняев поручил полковнику Джорджевичу (2 батальона, 2 батареи). 10 (22) августа после трехдневных боёв турки заняли Мерсоль.
11 (23) августа турки продолжили наступление и попытались прорваться в центре сербских позиций между Глоговицей и Пруговацом, то есть непосредственно перед Алексинацем. Плотные ряды турецкой пехоты в течение десяти часов штурмовали укрепления, но несли большие потери, так как подвергались обстрелу с фронта и с флангов. После упорных боёв османы были отбиты.
Видя невозможность взять Алексинац с фронта, османы решили занять одну из господствовавших высот на левом фланге. Для этого они задумали овладеть Шуматовацем, где находилось небольшое укрепление, защищавшееся тремя ротами и шестью орудиями, под командой инженер-капитана Живана Протича. Угадав намерение турок, Черняев, после объезда позиции, прибыл на Шуматовац с своим начальником штаба полковником Комаровым. Он направил подкрепление в сторону Шуматоваца, которые были развернуты вокруг Шуматоваца и между Пруговацем и Шуматовацем, всего около 20 сербских батальонов.  
12 (24) августа турки начали фронтальную атаку со стороны Пруговаца, занятого накануне, 42 батальонами и 30 эскадронами, от 10 000 до 14 000 солдат, и, несмотря на сильный ружейный и картечный огонь сербов, подошли на сто шагов к укреплению, но из-за  больших потерь отступили. 
Во время второго штурма они сосредоточили главный удар на северной стороне траншей и проникли под брустверы, где и залегли, открыв ружейный огонь. Сербы понесли большие потери (был убит Живан Протич), но заставили турок отступить. 
После этого последовали еще две неудачные турецкие атаки, но обе были отбиты. В последующие дни бои у Алексинаца продолжались до 16 (28) августа. 
Турецкие потери составили от 2400 до 3200 солдат. В сербской армии было 135 убитых, 1436 раненых и 11 пропавших без вести. 
Наконец 17 (29) августа турки отступили и переправились на левый берег Моравы. Не имея ни осадной артиллерии, ни понтонов, они отказались от идеи взять штурмом сильно укрепленную позицию у Алексинаца и стали перебрасывать свои войска на правый фланг сербской оборонительной линии к Джунису, на укрепление которого сербы обратили менее внимания.
После падения Джуниса в октябре сербская армия отошла к Делиграду, а Алексинац после артиллерийского обстрела был оставлен сербскими войсками и занят турками. 